# Encomendero

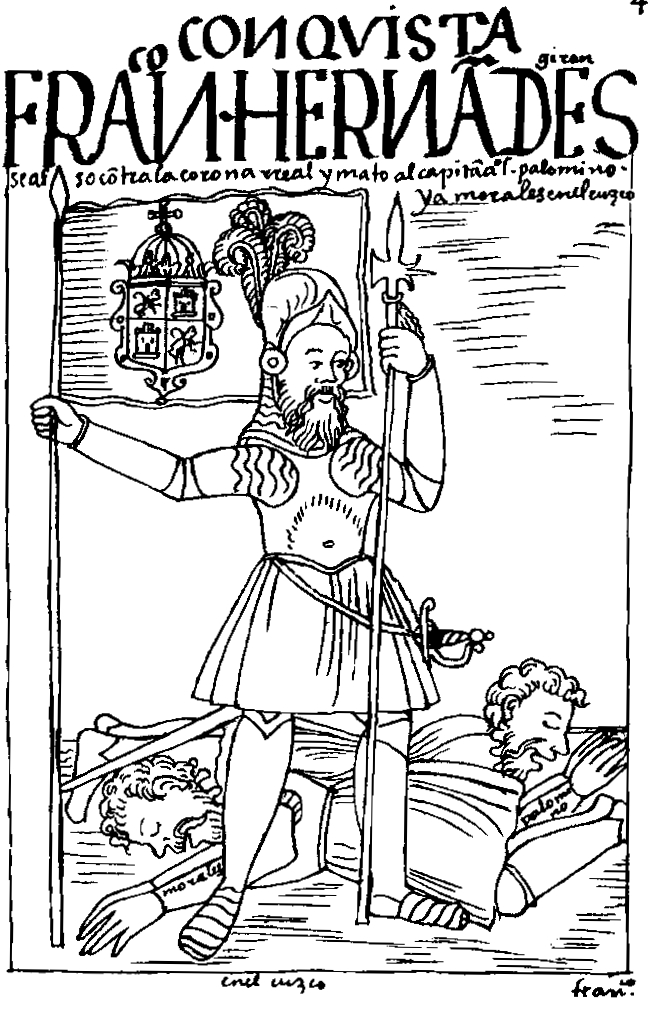
Francisco Hernández Girón, encomendero español

Antiguamente, se llamaba encomienda al que por Merced Real tenía indígenas encomendados en cualquiera de los territorios españoles de América y Filipinas. 
El encomendero era la cabeza de parte de una institución virreinal llamada encomienda. El encomendero tenía numerosas obligaciones, de las cuales las principales eran enseñar la doctrina cristiana y defender a sus encomendados (como los indígenas encomendados en cualquiera de los virreinatos españoles de América y Filipinas),  les eran otorgados por la cuestión económica. Existen numerosas discusiones acerca de si la merced de la Encomienda otorgaba o no automáticamente el estatus de hidalguía o nobleza a una persona -son pocos los que lo niegan- pero lo que está claro es que para recibirla había que probar la limpieza de sangre y honor del linaje, por lo tanto, solo las personas con condición de hidalgos podían recibirla.
Tradicionalmente, el encomendero era una persona con mucho dinero y con poder en la sociedad virreinal, pues las cantidades de tierra dadas para las encomiendas solían ser muy grandes y de gran productividad. Los indígenas encomendados tenían la obligación de trabajar la tierra y producir. Los encomenderos también pagaban impuestos a la corona en proporción a lo que recibían del trabajo de los nativos. Los impuestos que pagaban los encomenderos se conocían con el nombre de "la demora" y se distribuían así: una quinta parte del total para el rey, una cuota para el cura o encomenderos doctrinero.